# Frotex
Zakłady Przemysłu Bawełnianego «Frotex» (раньше «S. Fränkel» Tischzeug & Leinwand Fabrik) — бывшая польская компания, которая занималась производством текстильных изделий.

## История
История хлопкопрядильной фабрики А. О. Frotex началась в середине XIX века, когда в 1845 году Самуэль Франкель построил фабрику льняных тканей в городе Нойштадт-ин-Оберсилезиен (ныне город Прудник), находившемся в то время на территории Пруссии. В скором времени его фирма выкупила конкурента — обанкротившуюся фабрику, став монополистом на всю область.
В 1903 году началось производство тканей и махровых полотенец (типа «фротте»). Динамичное развитие фабрики, изделия которой были известны на немецком, английском, французском и американском рынках, прервала Первая мировая война. В 1938 году на основании Нюрнбергских расовых законов, фабрику, находившуюся на немецкой территории, отобрали у наследников С. Франкеля, а они сами были вынуждены эмигрировать.
После окончания Второй мировой войны началось восстановление разрушенной фабрики, законченное в 1949 году. В то время город Прудник уже находился в границах Польши.
В 1965 году фабрика получила название Zakłady Przemysłu Bawełnianego «Frotex» im. Powstańców Śląskich.
Очередной важный период в истории фабрики — это 1992 год, когда начались многочисленные организационные и технологические перемены — модернизация прядильни, красильни, запуск современнейшей технологической линии для одноцветных полотенец, была также открыта очистная станция. В том же году Frotex был реорганизован в общество Государственной казны.
В 1995 году Frotex был включён в программу Всеобщей приватизации и вошёл в состав II Национального инвестиционного фонда.
В 2002 году руководство II Национального инвестиционного фонда приняло решение о продаже преобладающего пакета акций обществу Frotex Менеджмент, которое в данный момент владеет 72 % акций фирмы.

## Генеральные директора (с 1994 года — председатели правления)
- 1845—1881 — Самуэль Франкель
- 1881—1909 — Иосиф Пинкус
- 1909—1925 — Макс Пинкус
- 1925—1938 — Ханс Пинкус
- ?—1990 — Болеслав Поль
- 1990—2001 — Хосель Черняк
- 2001—2002 — Богдан Станач
- 2002—2006 — Станислав Ведлер
- 2006—2007 — Ярослав Станиец
- 2007—2010 — Пётр Полулич